# Elvasia bisepala
Elvasia bisepala är en tvåhjärtbladig växtart som beskrevs av C. Sastre och C. Whitefoord. Elvasia bisepala ingår i släktet Elvasia och familjen Ochnaceae. Inga underarter finns listade i Catalogue of Life.